# Difusivitat magnètica
La difusivitat magnètica ({\displaystyle \eta }) és un paràmetre que caracteritza el «temps de difusió» del camp magnètic en un conductor. Apareix en el nombre de Reynolds magnètic. Com tota difusivitat, té com a unitats del SI: m²/s.
La difusivitat magnètica defineix de la següent manera:
{\displaystyle \eta ={\frac {1}{\mu _{0}\sigma _{0}}}}
on:
{\displaystyle \mu _{0}} = permeabilitat magnètica en el buit ({\displaystyle \mu _{0}=4\pi 10^{-7}Hm^{-1}}),
{\displaystyle \sigma _{0}} = conductivitat elèctrica del material (metall o plasma, en siemens/m). En el cas d'un plasma, la conductivitat elèctrica és deguda a les col·lisions de Coulomb:
{\displaystyle \sigma _{0}={\frac {n_{e}e^{2}}{m_{e}\nu _{c}}}}
on:
- {\displaystyle n_{e}} = densitat d'electrons,
- {\displaystyle e} = càrrega de l'electró,
- {\displaystyle m_{e}} = massa de l'electró,
- {\displaystyle \nu _{c}} = freqüència de col·lisió.